# Karl av Kalabrien
Karl av Neapel, hertig av Kalabrien, död 1328, var en italiensk prins. 
Han var kronprins av Neapel och hertig av Kalabrien från 1309 till sin död 1328. Han var far till drottning Johanna I av Neapel. Han valdes 1326 till regerande herre av Florens, och levde i Florens 1326-1327. 